# Східна Македонія та Фракія
Східна Македонія та Фракія або Східна Македонія та Тракія(грец. Περιφέρεια Ανατολικής Μακεδονίας και Θράκης, болг. Източна Македония и Тракия, тур. Doğu Makedonya ve Trakya) — адміністративна область, периферія Греції, в північно-східній частині країни.

## Географія
Нинішня адміністративна одиниця майже збігається з історіко-географічною областю Біломор'я, яка після розпаду Османської імперії і початку територіальної експансії Болгарії належала останній до 1918 року і займала регіон Західної Фракії і частину Македонії між річками Струма і Места.
За адміністративним поділом 1997 року, включала номи: в Македонії Драма і Кавала, а також західнофракійські Ксанті, Родопі і Еврос. Центр області — місто Комотіні.